# 沼田晶弘
沼田 晶弘（ぬまた・あきひろ、1975年 - ）は、東京学芸大学附属大泉小学校の教諭。
MC型教師として話題を集め、教育関係のイベント企画や講演、教育書やビジネス書の執筆など、活動は多岐にわたる。

## 経歴
東京都生まれ。
東京学芸大学教育学部卒業後、ボール州立大学大学院でスポーツ経営学修士を修了。インディアナ州マンシー市名誉市民賞を受賞。スポーツ経営学の修士を修了後、同大学職員に従事。
2006年より東京学芸大学附属世田谷小学校教諭を経て、2025年度より東京学芸大学附属大泉小学校教諭。
独自の手法で児童の自主性を引き出す教育法が注目され、読売新聞の「教育ルネッサンス」に取り上げられ注目を集める。近年では、日本テレビ『news zero』やフジテレビ『ノンストップ! 』で特集をされる。教育関係のイベント企画を多数実施するほか、企業向けにやる気・意欲を引き出す声かけや、リーダーシップ、コーチング、信頼関係構築などの講演も精力的に行い、ビジネス書の執筆等、活動は多岐にわたる。学校図書生活科教科書著者。著書多数。

## 教育手法
教育手法は「児童の自主性・自立性を引き出す」手法で一貫している。教師主導の一方向的な授業ではなく、子どもたちが自由闊達に話し、教師はそれをトークバラエティ番組の司会者のように受けながら授業をまわす姿が「ＭＣ型」としてメディアに取り上げられ、子どもたちのアクティブな姿が話題となった。子どもの「ワクワク」や「やる気」に働きかける指導の工夫を研究し、「帝国ホテルへの卒業遠足」「ダンシング掃除」「勝手に観光大使」「ワードバンク」「イライラコップ」などの独自の授業実践や指導が多数。その取組は、大学院にて学んだコーチング理論の専門性が生かされている。

## 著書
監修
- 『満点ゲットシリーズ　せいかつプラス ちびまる子ちゃんの 整理整とん』集英社、2019年 ISBN 978-4083140693
- 『満点ゲットシリーズ　せいかつプラス ちびまる子ちゃんの マナーとルール』集英社、2019年 ISBN 978-4083140709
- 『満点ゲットシリーズ せいかつプラス ちびまる子ちゃんの時間の使い方』集英社、2019年 ISBN 978-4083140716
- 『満点ゲットシリーズ　せいかつプラス ちびまる子ちゃんのラクラク勉強法』集英社、2020年 ISBN 978-4083140730
- 『満点ゲットシリーズ ちびまる子ちゃんの自由研究』集英社、2021年 ISBN 978-4083140754
- 『満点ゲットシリーズ ちびまる子ちゃんの友だちづき合い』集英社、2022年 ISBN 978-4083140761
- 『満点ゲットシリーズ ちびまる子ちゃんの仕事の見つけかた』集英社、2022年 ISBN 978-4083140778
- 『満点ゲットシリーズ ちびまる子ちゃんのお金の使いかた』集英社、2024年 ISBN 978-4083140785
- 『自由研究できたえる!! ホンモノの考察力』イースト・プレス、2019年 ISBN 978-4781617947
- 『SDGs ぬまっち式アクション100 ①～③（全３巻）』鈴木出版 2019年 ISBN 978-4790233572
- 『子どもが「話せる」「聞ける」クラスに変わる! 学級あそび 』ナツメ社、2020年 ISBN 978-4816368004
- 『学校のふしぎ なぜ? どうして?』高橋書店、2020年 ISBN 978-4471103842
- 『キラ★映え 小学生の自由研究&クラフト』主婦と生活社、2020年 ISBN 978-4391154757
- 『めざせ、イグ・ノーベル賞⁉ おもしろ自由研究 （全３巻）』汐文社、2022年 ISBN  978-4811313696
- 『小学校が100倍楽しくなる 小学生のおやくそく』 KADOKAWA 、2023年  ISBN 978-4041130018
- 『小学校が100倍楽しくなる 小学生のお友だちづきあい』 KADOKAWA 、2025年  ISBN 978-4041154069

単著
- 『「やる気」を引き出す黄金ルール 動く人を育てる35の戦略』幻冬舎、 2016年＊ビジネス書  ISBN 978-4344029002
- 『ぬまっちのクラスが「世界一」の理由』中央公論新社、2016年 ISBN 978-4120048302
- 『子どもが伸びる「声かけ」の正体（角川新書）』KADOKAWA、2016年 ISBN 978-4040820576
- 『「変」なクラスが世界を変える―ぬまっち先生と6年1組の挑戦―』中央公論新社、2017年 ISBN 978-4120049958
- 『家でできる「自信が持てる子」の育て方』あさ出版、2018年 ISBN 978-4866671031
- 『one and only 自分史上最高になる (TOYOKAN BOOKS)』東洋館出版社、2019年　＊ビジネス書　ISBN 978-4491037523
- 『世界標準のアクティブ・ラーニングでわかった ぬまっち流 自分で伸びる小学生の育て方』KADOKAWA、2019年 ISBN 978-4046045386
- 『板書で分かる世界一のクラスの作り方 ぬまっちの1年生奮闘記』学校図書、 2020年 ISBN  978-4762502422
- 『もう「反抗期」で悩まない! 親も子どももラクになる“ぬまっち流”思考法』集英社、2022年3月 ISBN 978-4087880731
- 『子どものやる気を引き出す「ほめる」よりすごい方法39』高橋書店、2024年7月   ISBN 978-4762556135

共著
- 令和2年度版 小学校教科書『みんなとまなぶ しょうがっこう せいかつ上下』学校図書、2020年 ISBN 978-4762556135

　(ほか共著４冊)

## メディア出演等
ＴＶ出演 
- 「みんなのニュース」（2015年9月、フジテレビ）
- 「学校今昔アカデミア」（2019年1月20日、日本テレビ）
- 「news zero」（2019年4月19日、日本テレビ）
- 「ノンストップ!」（フジテレビ）-ゲスト出演多数
- 「テレビ寺子屋」（2023年1月15日～、フジテレビ系列）
  1. 第2314回「子どものヤル気を引き出す仕掛け」
  2. 第2316回「変なクラスが世界を変える」
  3. 第2370回「もう褒め方を学ばなくていい」
  4. 第2372回「自分の世界を拡げる視座」
  5. 第2412回「完璧を手放す　最強の子育て」
  6. 第2414回「「ほめる」よりすごい方法」

その他
- 「お金の価値」を学べるアプリ PIGUCHI（ピグっち）監修、FACTORY株式会社
- 「 ぬまっち（沼田晶弘）supported byニコスク！」開設、 note株式会社
- 「子育てをおもしろがる神アイテム」 自己主張中Tシャツ監修、株式会社ニコタマスクエア